# 빌헬름 루

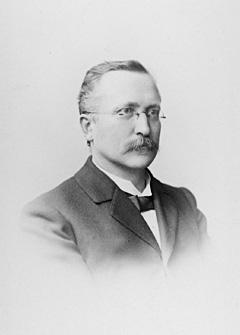

빌헬름 루(Wilhelm Roux, 1850년 6월 9일 ~ 1924년 9월 15일)는 독일의 동물 발생학자이다.
예나대학의 헤켈 밑에서 동물학을 배우고 다시 의학·철학을 배웠다. 초기에는 혈관의 구조에 대한 연구를 하였다. 뒤에 발생학을 연구하여 그 때까지의 기재적(記載的)인 발생학을 비판하고, 배(胚) 발생의 기구를 알기 위해서는 실험에 의해야만 한다고 주장하여 '발생 기구학'을 창시, 실험 발생학적 연구에 종사했다. 개구리 알의 실험에서 각 세포가 자율적으로 분화한다고 생각하여, 드리슈의 성게 알의 실험 결과와 대립했다. 뒤에 헤르트비히(Oskar Hertwig, 1849-1922) 같은 이들은 개구리 알에서도 죽은 쪽의 세포를 제거하면 살아 남아 있는 쪽의 세포는 정상적인 배를 형성한다는 것을 증명하여 루의 설을 부정했다.

## 같이 보기
- 세포 배양